# Португальский Макао
Португальский Макао (порт. Macau Português, официально Провинция Макао с 1897 по 1976 год и Автономный регион Макао с 1976 по 1999 год)  — период Макао в качестве португальской колонии, а затем заморской провинции под управлением Португалии. В 1557 году Макао стал первой европейской колонией в Китае.

## История
В начале XVI века Макао было совсем небольшим поселением. В 1513 году португальцы впервые высадились в устье реки Чжуцзян, а в 1517—1518 годах оказались по соседству с Хаоцзинао. Это вызвало недовольство китайских властей, и в 1521 году португальцы были выдворены с берегов Гуандуна. Однако после кораблекрушения, произошедшего в 1536 году, в Хаоцзинао появились торговцы из Португалии. В 1553 году португальцы основали в Макао свою торговую факторию.
Попытки европейцев обосноваться на других островах у южного берега Китая провалились, но Макао процветало. Португальцы использовали его как базу для ведения торговли с Гуанчжоу и другими районами Китая, а также с Японией (после запрета династией Мин прямой китайской торговли с этой страной португальцы использовали Макао как стоянку для плаваний в Нагасаки). В Макао селились португальские и китайские купцы; развернулась торговля с Индией и Юго-Восточной Азией. В 1557 году Португалия добилась согласия властей Китая на предоставление ей этой территории в обмен на уплату дани, и в том же году было возведено укреплённое поселение, ставшее в административном отношении частью Португальской Индии. Официально суверенитет над Макао по-прежнему принадлежал Китаю, китайские жители подчинялись императорским законам, а Португалия с 1573 года вносила арендные платежи за территорию.
Начиная с 1563 года, иезуиты вели свою деятельность в Макао. Однако в первые годы успехи миссионеров по обращению китайцев в христианскую веру были весьма ограниченными, поскольку вместо того, чтобы самим изучить китайский язык и «вжиться» в китайскую культуру, они хотели, чтобы китайцы научились говорить и жить по-португальски. Хотя миссионеры иногда и посещали китайскую «большую землю» за пределами Макао (главным образом, портовый город Гуанчжоу, куда португальцам из Макао разрешалось приезжать на регулярные ярмарки), никому из них не удавалось обосноваться там на сколько-нибудь долгий срок. Коренной перелом в этой ситуации связан с именем руководителя иезуитов на Дальнем Востоке Алессандро Валиньяно, который, прибыв в Макао в 1578 году, указал на необходимость для иезуитов в Китае брать пример с их коллег, работавших в Японии и Индии, то есть начать с освоения устного и письменного языка страны, где они хотят заниматься миссионерством. По его просьбе Орден иезуитов прислал в Макао талантливых священников Микеле Руджери (1579) и Маттео Риччи (1582), которые серьёзно занялись китайским языком и смогли в 1583 году перебазироваться вглубь страны, в г. Чжаоцин. С этого скромного начинания выросла иезуитская организация в Китае, базой для которой Макао оставалось более двух столетий.
Постепенно португальцы стали расширять пределы своего владения. В 1582 году был подписан первый договор об аренде земли с соседним китайским уездом Сяншань (ныне Чжуншань). В 1586 году Макао получило права городского самоуправления. Нападения голландцев, самое крупное из которых произошло в 1622, заставили португальские власти построить крепость, не спрашивая разрешения Китая. Лишь в 1670 году китайские власти признали город.
В 1640 году после отделения Португалии от Испании португальская королевская династия присвоила Макао официальный титул «самого лояльного города святого имени Божьего» (Сидади-ду-Санту-Номи-ди-Деуш-ди-Макау). В 1680 году был назначен первый португальский губернатор. В 1685 году Китай официально признал Макао как порт для иностранной торговли, но продолжал настаивать на своей верховной власти, взимая плату за землю и таможенные пошлины.
В XVII веке португальцы активно осушали морские территории. Бывший остров Макао, который соединялся с континентом только узким песчаным перешейком, превратился в настоящий полуостров. Были построены каменные здания, перестроен дом милосердия, который был основан в 1568 году первыми миссионерами, возведён собор Сан-Паулу и другие здания.
В XVII—XIX веках Макао всё ещё оставалось важнейшим центром португальской торговли с Китаем, Японией, Филиппинами, Юго-Восточной Азией, Гоа и Мексикой. Но после крушения португальского морского владычества в середине XVII в. город потерял свою торговую гегемонию. В дальнейшем снижение значения Макао происходило вследствие захвата Великобританией Гонконга, а также открытия китайских портов для внешней торговли после 1842 года.
20 апреля 1844 года Макао было выведено из-под подчинения властям Португальской Индии и перешло в подчинение администрации португальской колонии Тимор. Китай продолжал рассматривать его как свою территорию и даже подписал в городе в 1844 году договор о мире, дружбе и торговле с США. Храм Ванся использовался китайскими официальными лицами для надзора за иностранцами. Но в 1845 году Португалия, воспользовавшись ослаблением Китая после поражения в первой опиумной войне, объявила Макао свободным портом и изгнала китайских официальных лиц и солдат. Впрочем, к этому времени значение Макао в международной торговле сильно упало, в связи с созданием Гонконга.
В 1849 году колониальные власти прекратили уплату арендных платежей, ликвидировали китайскую таможню и провозгласили отделение территории от Китая. Китай принял ответные меры: губернатор Феррейра ду Амарал был убит. В том же году Португалия оккупировала остров Ваньчжай к западу от полуострова Макао, но в 1887 году очистила его. В 1851 и 1864 годах португальцы присоединили к своим владениям острова Тайпа и Колоан. Тяньцзинский договор 1862 года признавал Макао португальской колонией, но Китай так и не ратифицировал его. 
В ночь с 22 на 23 сентября 1874 года на город Макао обрушился мощный тайфун, который стал самым разрушительным и смертоносным ураганом в истории колонии.
В 1887 году обе страны подписали Лиссабонский протокол, в котором подтверждались «постоянная оккупация и управление» Макао Португалией, причём последняя обязалась «никогда не отчуждать Макао и зависимые территории без согласования с Китаем». Тайпа и Колоан также уступили Португалии, но граница на континенте не была оговорена. Новый договор о торговле и дружбе (1888) признавал португальский суверенитет над Макао, но Китай вновь не ратифицировал его. В 1890 году к колонии был присоединён о. Илья-Верди (Цинчжоу), который в 1923 году был соединён с полуостровом Макао в результате отвоёвывания земли у моря. В 1897 году Макао получило статус отдельной колонии Португалии.
В 1922 году в Макао произошли столкновения китайского населения с португальскими властями, сопровождавшиеся забастовкой китайских рабочих и бойкотом португальских товаров. В апреле 1928 года МИД Китая уведомил Португалию о прекращении действия соглашения 1887 года, но Лиссабон не признал этого заявления.
После захвата японскими войсками Гуанчжоу в 1938 году и Гонконга в декабре 1941 года Макао осталось последним нейтральным портом в Южном Китае. Это стало причиной короткого периода экономического подъёма колонии. В 1943 году Япония установила силовой контроль над территорией. Только после окончания Второй мировой войны Макао снова перешло под юрисдикцию Португалии.
В послевоенный период колонией по-прежнему управлял назначаемый из Лиссабона губернатор. Город Макао был разделён на две части — европейскую и китайскую, причём в каждой имелся отдельный администратор. Обучение в школах также велось отдельно для европейцев и китайцев.
После провозглашения КНР (в 1949 году) её правительство объявило Лиссабонский протокол 1887 года недействительным. Оно потребовало вернуть территорию Китаю и выразило готовность решить этот вопрос в соответствующее время в ходе переговоров с Португалией. Но Лиссабон не собирался отказываться от своего владения. В 1951 году Макао было объявлено «заморской провинцией» Португалии.
В 1966 году в Макао вспыхнули волнения. Ассоциация китайских учащихся, находившаяся под влиянием «культурной революции» в КНР, потребовала наказать начальника португальской полиции, прекратить репрессии и гарантировать их неповторение в будущем. Китай высказался в поддержку этих требований. Португальский губернатор Жозе Нобре ди Карвалью (1966—1974) готовился к эвакуации, но кризис удалось решить на основе компромисса. 12 декабря губернатор принял предъявленные требования; португальские власти согласились закрыть организации сторонников Китайской Республики (Тайвань) и Ассоциацию помощи беженцам с континента. Чтобы заставить Макао выполнить обещания, КНР в январе 1967 года наполовину сократила подачу питьевой воды, что нанесло тяжёлый удар по экономике колонии. Китайские жители Макао объявили бойкот португальцам: их перестали пускать в транспорт, магазины и рестораны. Китайцы прекратили платить налоги, предоставлять услуги португальцам и продавать им товары. 29 января 1967 года португальский губернатор вынужден был принести официальное извинение китайцам; согласно подписанному соглашению, Португалия вернула в КНР 32 беженца. Командующий португальским гарнизоном и начальник полиции были отозваны в Лиссабон.
После победы в 1974 году демократической революции в Португалии Макао получило широкую административную, экономическую и финансовую автономию. Весной 1976 года была учреждена Законодательная ассамблея. Большинство её членов избирается населением, возглавляет работу Законодательной ассамблеи португальский губернатор. С 1989 года действует городской парламент Макао из 13 членов (3 назначаются губернатором, 10 избираются). Исполнительную власть в Макао осуществляет правительство в составе семи отделов (министерств).
В феврале 1979 года Португалия и КНР установили дипломатические отношения, и Китай признал Макао «китайской территорией под португальским управлением». В 1980 году португальский губернатор Мелу Эжидиу (1979—1981) впервые посетил Китай; обе стороны были теперь полны решимости найти взаимно удовлетворительное решение проблемы Макао. 20 мая 1986 Китай и Португалия подписали совместное коммюнике с призывом к переговорам. С июня 1986 по март 1987 года состоялись 4 раунда переговоров, и 13 апреля 1987 года в Пекине была подписана совместная декларация по вопросу о Макао. Она предусматривала превращение его в специальный административный регион КНР с 20 декабря 1999 года сроком на 50 лет. В марте 1993 года Всекитайское собрание народных представителей одобрило основной закон будущего района.
В рамках постепенного расширения самоуправления в 1989 году были созданы муниципальные парламенты в Макао и на островах; большинство их членов составили китайцы. В мае 1991 года приступило к работе правительство Макао (Исполнительный совет), состоявшее из 7 отделов. Затем число членов Законодательного собрания было увеличено до 23 (из них 8 избирались прямым голосованием). 9 депутатов были китайцами. В ходе выборов в собрание в 1996 году победу одержали кандидаты, представлявшие интересы деловых кругов: они завоевали 4 места, представительство прокитайских политических групп сократилось с 4 до 3, а демократических групп — с 2 до 1 места. По договорённости с Китаем срок полномочий собрания был продлён до 2001 года.
Власти КНР утвердили главой исполнительной власти будущего специального района миллиардера Эдмунда Хо, одного из руководителей крупнейшего банка «Тайфун». В преддверии передачи Макао Китаю были предприняты меры с тем, чтобы несколько сдержать рост организованной преступности, от которой территория сильно пострадала в 1990-х годах. Один из боссов триад Вань Гокхой был приговорён к 15-летнему тюремному заключению. 20 декабря 1999 года, в соответствии с соглашением 1987 года, Макао был передан КНР.